# Ecot-la-Combe
Ecot-la-Combe è un comune francese di 47 abitanti situato nel dipartimento dell'Alta Marna nella regione del Grand Est.

## Società

### Evoluzione demografica
Abitanti censiti